# Guadalupe Victoria, Güémez
Guadalupe Victoria är en ort i Mexiko.   Den ligger i kommunen Güémez och delstaten Tamaulipas, i den centrala delen av landet, 500 km norr om huvudstaden Mexico City. Guadalupe Victoria ligger 207 meter över havet och antalet invånare är 924.
Terrängen runt Guadalupe Victoria är platt, och sluttar österut. Runt Guadalupe Victoria är det glesbefolkat, med 20 invånare per kvadratkilometer. Närmaste större samhälle är Guillermo Zúñiga, 8,8 km sydväst om Guadalupe Victoria. Trakten runt Guadalupe Victoria består till största delen av jordbruksmark.